# Дајана Арбус
Дајана Арбус (енгл. Diane Arbus Nemerov; Њујорк, 14. марта 1923 — Њујорк, 26. јула 1971) била је америчка фотографкиња.
Фотографисала је широк спектар тема, укључујући стриптизете, карневалске извођаче, нудисте, људе са патуљастим растом, децу, мајке, парове, старије особе и породице средње класе. Фотографисала је своје субјекте у познатим окружењима: у њиховим домовима, на улици, на радном месту, у парку. „Позната је по ширењу појмова прихватљиве теме и кршењу канона одговарајуће дистанце између фотографа и субјекта. Спријатељујући се са својим субјектима, а не објективизујући их, успела је да у свом раду ухвати редак психолошки интензитет.“ У свом чланку у часопису „Њујорк тајмс“ из 2003. године, „Arbus Reconsidered“, Артур Лабов наводи: „Била је фасцинирана људима који су видљиво стварали сопствене идентитете – људима који се преобликују у одећу уназад, нудистима, извођачима споредних представа, тетовираним мушкарцима, новим богаташима, фановима филмских звезда – и онима који су били заробљени у униформи која више није пружала никакву сигурност или удобност.“
Током свог живота постигла је извесно признање и славу објављивањем, почев од 1960. године, фотографија у часописима као што су Esquire, Harper's Bazaar, лондонски Sunday Times Magazine и Artforum. Године 1963. Фондација Гугенхајм доделила је Арбус стипендију за њен предлог под називом „Амерички обреди, манири и обичаји“. Стипендија јој је продужена 1966. године. Џон Шарковски, директор фотографије у Музеју модерне уметности (MoMA) у Њујорку од 1962. до 1991. године, залагао се за њен рад и укључио га у своју изложбу „Нови документи“ из 1967. године, заједно са радовима Лија Фридлендера и Гарија Виногранда. Њене фотографије су такође биле укључене у низ других великих групних изложби.
Године 1972, годину дана након самоубиства, Арбус је постала прва фотографкиња која је уврштена на Венецијански бијенале‍:51–52 где су њене фотографије биле „огромна сензација Америчког павиљона“ и „изузетно моћне и веома чудне“.
Прва велика ретроспектива Арбусиних радова одржана је 1972. године у МоМА, у организацији Шарковског. Ретроспектива је забележила највећу посећеност од било које изложбе у историји МоМА до данас. Милиони су видели путујуће изложбе њених радова од 1972. до 1979. године. Књига која прати изложбу, Diane Arbus: An Aperture Monograph, коју су уредили Дун Арбус и Марвин Израел, а први пут објављена 1972. године, никада није била пуштена у продају.

## Биографија
Рођена је као Дајана Немеров 14. марта 1923. у Њујорку, у имућној јеврејској породици која ју је потицала да постане сликарка. Међутим, након средње школе одустала је од сликарства зато што су јој говорили да је одлична у томе, а она је мислила “ако сам толико добра, није вредно труда.” У једном интервјуу касније је признала да јој се "породично богатство одувек чинило понижавајућим. Било је то као да сам принцеза у неком одвратном филму чија је радња смештена у некој трансилванијски опскурној средњоевропској земљи.”
У доби од 14 година заљубила се у пет година старијег Алена Арбуса, за којег се и удала четири године касније. Прву кћерку, Дун, добили су 1945. (која ће постати списатељица), а другу, Ејми, 1954. (која ће постати фотографкиња). За време Другог светског рата, Ален је радио као војни фотограф, а након рата су заједно отворили студио и започели каријеру комерцијалних фотографа, при чему је Ален фотографирао, а Дајана радила као стилисткиња. Но, неколико година касније схватила је да жели бити уметница, док се Ален желио опробати као глумац.

## Рад
Године 1956, Дајана је напустила студио и три године касније растала се од Алена. Потражила је менторство фотографкиње Лизете Модел и почела радити за часописе попут Есквајера и Базара. Током ’60-их добила је две стипендије Гугенхајм и пребацила се с Никонове 35-милиметарске на Ролејфлеxову камеру с два објектива, која даје оштрије фотографије средњег формата по којима ће остати запамћена. Године 1967. имала је прву велику изложбу, насловљену New Documents, у МоМА-и коју је курирао Џон Шарковски.
Дајана је једном приликом рекла:
| „ | Увек сам замишљала фотографију као нешто непристојно – то ми је била једна од најдражих ствари код ње, и када сам се тиме почела бавити, осећала сам се јако перверзно. | ” |

Њена метода укључивала је успостављање личне везе са субјектима, а желела је ухватити “простор између онога што људи јесу и онога што мисле да јесу.” За њу неки кажу да, с једне стране, показује или чак слави оно што ‘нормални’ гледаоац не примећује, док други пак кажу како њени субјекти привлаче пажњу управо зато што уносе немир у уметничко и друштвено поље “нормалних” људских субјеката.
Међу најпознатије њене фотографије убрајају се Младић с увијачима код куће на West 20th Street (1966.), Идентичне близнакиње (1967.), Млади патриота са заставом (1967.), Голи мушкарац као жена (1968.) и Јеврејски див код куће с родитељима у Бронксу (1970.).
О својим необичним субјектима је говорила:
| „ | Пуно сам фотографисала наказе. Била је то једна од првих ствари које сам фотографисала … Обожавала сам их… Не желим рећи да су ми најбољи пријатељи, али према њима сам осећала мешавину срама и дивљења… Већина људи иде кроз живот страхујући да ће доживети нешто трауматично. Наказе су рођене с траумом. Оне су већ прошле свој тест у животу. Оне су аристократе. | ” |

Занимали су је непознати људи, успостављала је комуникацију, одлазила у њихове домове, посећивала нудистичке кампове, циркусе, лутала градом, верујући како нико не би видио те ствари да их она није фотографисала.
Међутим, нису сви одобравали њен рад и методе – сматрали су фотографије узнемирујућим и одбојним, а њен приступ експлоататорским, без емпатије. Сузен Сонтег је у тексту America, Seen Through Photographs, Darkly те портрете назвала анти-хуманистичкима.
| „ | Арбус показује људе који су патетични, бедни, као и одбојни, али слике не побуђују осећаје саосећања … њен ракурс темељи се на дистанци, на привилегији. | ” |

Фотографкиња се, сматра Сузен, понаша попут неке врсте “супертуриста” који само посећује свет чудног и не покушава га сместити у контекст.
Сличан став дели феминисткиња Џерман Грир, која је и сама позирала за Арбус ’70-их.
| „ | Оно што се види на већини тих лица су благо чуђење и тиха љутња. Субјекти немају имена зато што Арбус није знала, нити је марила ко су… Редуковала их је на генеричке појаве према именима која је за њих одабрала: Јеврејски пар, Порториканска домаћица, Албино гутачица мачева. Моје искуство резултирало је фотографијом наслова Феминисткиња у хотелској соби. | ” |

Можда најгрубљи био је писац Нормал Мејлер, који је изјавио да је “дати камеру Дајани Арбус исто што и дати ручну гранату детету”; међутим, неки кажу да је Мејлер то рекао зато што је био незадовољан тиме како га је Арбус приказала на фотографији – заваљеног у наслон, раскречених ногу.
За последњу серију коју је направила (постухумно насловљену Untitled), Арбус је добила допуштење да фотографише у институцији за ментално болесне у Њу Џерзију. Фотографије откривају отклон од њене пређашње технике: комбинујући непредвидивост флеша с дневним светлом те хватајући субјекте у покрету, Арбус је пригрлила случајност и мањак контроле. Бившем супругу Алену написала је да су фотографије “врло мутне и промењиве, али неке су предивне. Рекла је:"напокон оно што сам тражила, и чини се да сам открила сунчево светло, светло касног зимског поподнева.”
Међутим, Дајанине депресивне епизоде и промене расположења постајале су све учесталије.
| „ | Стално идем горе и доле. Енергија, нека посебна врста енергије једноставно истиче из мене и немам самопоуздања чак ни за прећи улицу. | ” |

## Смрт и наслеђе
После дугогодишње депресије, извршила је самоубиство - у јулу 1971, у доби од 48 година, прогутала је таблете барбитурата, легла у каду и пререзала вене.
Годину дана након самоубиства, Арбус је постала прва фотографкиња чији су радови изложени на Венецијанском бијеналу, а исте године одржана је и велика ретроспективна изложба у МоМА-и која је касније обишла целу САД и Канаду.
Њена млађа кћи Дун и пријатељ Марвин Израел уредили су књигу Diane Arbus: an Aperture Monograph која се данас сматра једном од најважнијих фото-књига у историји.